# Torpil
Un Torpil o pastel torpedo es un producto de confitería de la cocina turca y de los Balcanes hecho a base de una masa de milhojas, relleno con una crema pastelera hecha, generalmente, de leche, harina común, mantequilla (o margarina), vainilla, azúcar y huevos.

## Nombre
La palabra "torpil" literalmente significa torpedo en idioma turco y seguramente es dada a este dulce por su forma parecido a uno. A veces este bollo tiene la forma de un cono y también se llama Külah tatlısı, o dulce de cono.